# Lagunillas (Sucre)
Lagunillas – miasto w Wenezueli, w stanie Mérida.